# World Series 2009
Le World Series 2009 sono state la 104ª edizione della serie di finale della Major League Baseball al meglio delle sette partite tra i campioni della National League (NL) 2009, i Philadelphia Phillies, e quelli della American League (AL), i New York Yankees. A vincere il loro ventisettesimo titolo furono gli Yankees per quattro gare a due.
A causa della presenza del World Baseball Classic 2009 a marzo e il conseguente spostamento in avanti della stagione, queste furono le prime World Series disputate in novembre. Questa finale fu una riedizione delle World Series 1950. MVP delle serie fu Hideki Matsui, che divenne il primo battitore designato ad ottenere tale riconoscimento, pur avendo giocato solo la metà delle partite, quelle allo Yankee Stadium, poiché nella National League non viene applicata la regola del battitore designato.

## Sommario

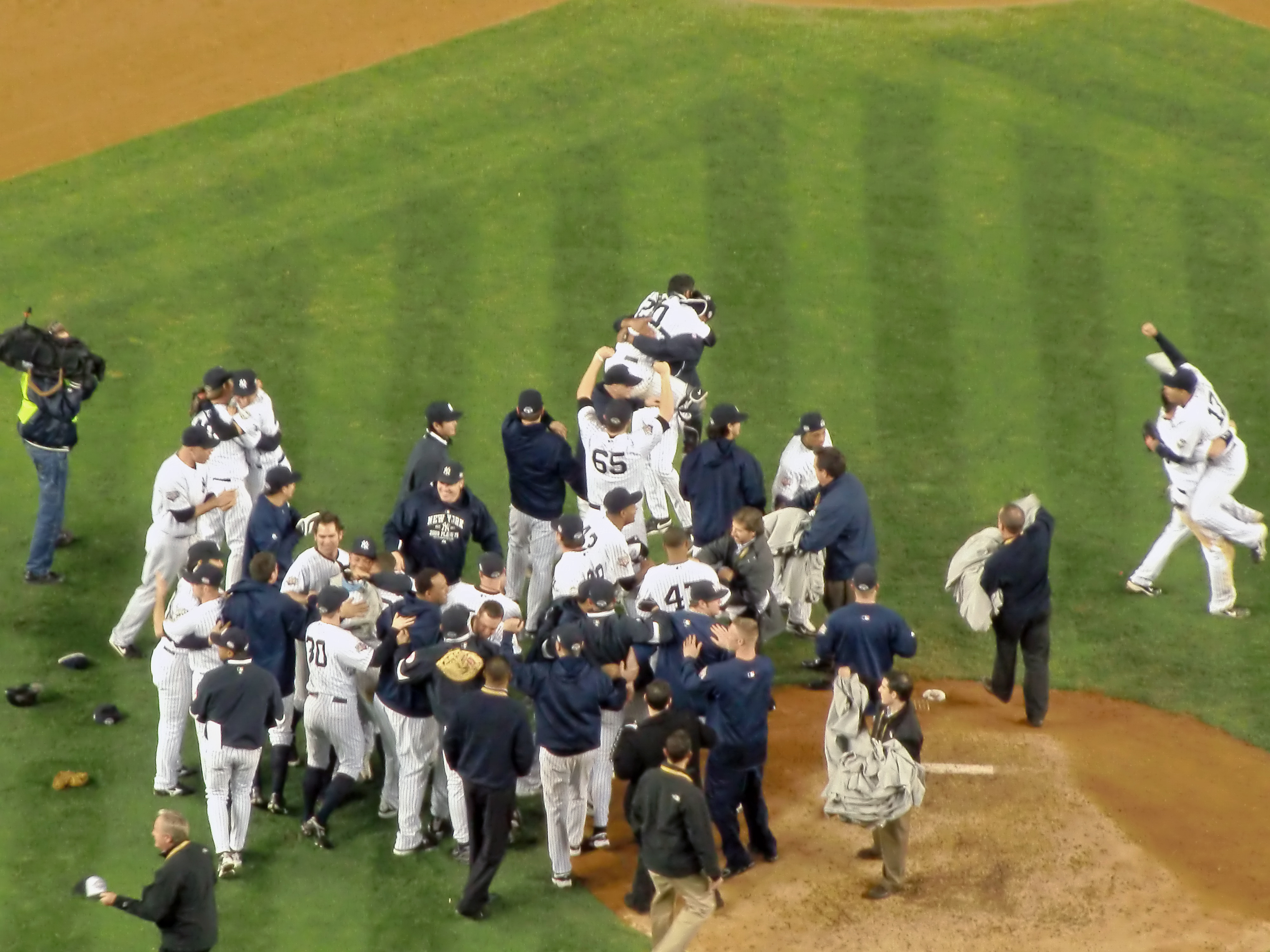
I festeggiamenti degli Yankees dopo la vittoria

New York ha vinto la serie, 4-2.
| Gara | Data        | Risultato                                       | Stadio             | Tempo | Pubblico |
| ---- | ----------- | ----------------------------------------------- | ------------------ | ----- | -------- |
| 1    | 28 ottobre  | Philadelphia Phillies – 6, New York Yankees – 1 | Yankee Stadium     | 3:27  | 50.207   |
| 2    | 29 ottobre  | Philadelphia Phillies – 1, New York Yankees – 3 | Yankee Stadium     | 3:25  | 50.181   |
| 3    | 31 ottobre  | New York Yankees – 8, Philadelphia Phillies – 5 | Citizens Bank Park | 3:25  | 46.061   |
| 4    | 1º novembre | New York Yankees – 7, Philadelphia Phillies – 4 | Citizens Bank Park | 3:25  | 46.145   |
| 5    | 2 novembre  | New York Yankees – 6, Philadelphia Phillies – 8 | Citizens Bank Park | 3:26  | 46.178   |
| 6    | 4 novembre  | Philadelphia Phillies – 3, New York Yankees – 7 | Yankee Stadium     | 3:52  | 50.315   |

## Hall of Famer coinvolti
- Yankees: Derek Jeter, Mariano Rivera
- Phillies: Pedro Martínez